# (347028) Važec
(347028) Važec est un astéroïde de la ceinture principale.

## Description
(347028) Važec est un astéroïde de la ceinture principale. Il fut découvert le 13 mars 2010 à LightBuckets par Tomáš Vorobjov. Il présente une orbite caractérisée par un demi-grand axe de 2,39 UA, une excentricité de 0,16 et une inclinaison de 1,8° par rapport à l'écliptique.

## Compléments